# 天主教马阿辛教区
天主教馬阿辛教區 （拉丁語：Dioecesis Maasinensis）是菲律賓一個羅馬天主教教區，屬宿霧總教區。1968年3月23日升為教區。
教區包括南萊特省和雷伊泰省一部份。2004年有教友572,905人、41個堂區、66名司鐸。現任教區主教為普雷西奧索‧坎蒂拉斯。